# Lampides nitens
Lampides nitens är en fjärilsart som beskrevs av James John Joicey och Talbot 1916. Lampides nitens ingår i släktet Lampides och familjen juvelvingar. Inga underarter finns listade i Catalogue of Life.